# Nieuw-Zeelands curlingteam (vrouwen)
Het Nieuw-Zeelandse curlingteam vertegenwoordigt Nieuw-Zeeland in internationale curlingwedstrijden.

## Geschiedenis
Nieuw-Zeeland nam voor het eerst deel aan een internationaal toernooi tijdens het Pacifisch-Aziatisch kampioenschap van 1993, in het Australische Adelaide. Nieuw-Zeeland won de bronzen medaille. Tot en met 2000 werd elk jaar een medaille gewonnen. Hierbij dient opgemerkt te worden dat er vaak slechts drie landen deelnamen aan het toernooi. Vanaf 2001 kon Nieuw-Zeeland echter nog slechts drie bronzen medailles winnen. Nieuw-Zeeland wist het toernooi nooit te winnen.
Het Pacifisch-Aziatisch kampioenschap werd in 2021 opgedoekt en vervangen door het pan-continentaal kampioenschap. Tijdens de eerste editie van dit toernooi in 2022 eindigde Nieuw-Zeeland op de vijfde plaats. Aangezien de top vijf zich plaatste voor het wereldkampioenschap, mocht Nieuw-Zeeland in 2023 zijn debuut maken op het WK. Een succes werd dit allerminst: Nieuw-Zeeland verloor al diens twaalf wedstrijden en eindigde troosteloos laatste.
Ook in 2023 eindigde Nieuw-Zeeland als vijfde op het pan-continentaal kampioenschap, waardoor het ook in 2024 mocht deelnemen aan het wereldkampioenschap. Ook ditmaal eindigde Nieuw-Zeeland als dertiende en laatste. Later dat jaar eindigde Nieuw-Zeeland als zesde op het pan-continentaal kampioenschap en wist het zich zodoende niet te plaatsen voor het eerstkomende WK.
Aan de Olympische Winterspelen nam Nieuw-Zeeland nog nooit deel.

## Nieuw-Zeeland op het wereldkampioenschap
| Jaar | Plaats        | Skip          | WG            | W             | V             | PV            | PT            |
| ---- | ------------- | ------------- | ------------- | ------------- | ------------- | ------------- | ------------- |
| 1979 | Geen deelname | Geen deelname | Geen deelname | Geen deelname | Geen deelname | Geen deelname | Geen deelname |
| 1980 | Geen deelname | Geen deelname | Geen deelname | Geen deelname | Geen deelname | Geen deelname | Geen deelname |
| 1981 | Geen deelname | Geen deelname | Geen deelname | Geen deelname | Geen deelname | Geen deelname | Geen deelname |
| 1982 | Geen deelname | Geen deelname | Geen deelname | Geen deelname | Geen deelname | Geen deelname | Geen deelname |
| 1983 | Geen deelname | Geen deelname | Geen deelname | Geen deelname | Geen deelname | Geen deelname | Geen deelname |
| 1984 | Geen deelname | Geen deelname | Geen deelname | Geen deelname | Geen deelname | Geen deelname | Geen deelname |
| 1985 | Geen deelname | Geen deelname | Geen deelname | Geen deelname | Geen deelname | Geen deelname | Geen deelname |
| 1986 | Geen deelname | Geen deelname | Geen deelname | Geen deelname | Geen deelname | Geen deelname | Geen deelname |
| 1987 | Geen deelname | Geen deelname | Geen deelname | Geen deelname | Geen deelname | Geen deelname | Geen deelname |
| 1988 | Geen deelname | Geen deelname | Geen deelname | Geen deelname | Geen deelname | Geen deelname | Geen deelname |
| 1989 | Geen deelname | Geen deelname | Geen deelname | Geen deelname | Geen deelname | Geen deelname | Geen deelname |
| 1990 | Geen deelname | Geen deelname | Geen deelname | Geen deelname | Geen deelname | Geen deelname | Geen deelname |
| 1991 | Geen deelname | Geen deelname | Geen deelname | Geen deelname | Geen deelname | Geen deelname | Geen deelname |
| 1992 | Geen deelname | Geen deelname | Geen deelname | Geen deelname | Geen deelname | Geen deelname | Geen deelname |
| 1993 | Geen deelname | Geen deelname | Geen deelname | Geen deelname | Geen deelname | Geen deelname | Geen deelname |
| 1994 | Geen deelname | Geen deelname | Geen deelname | Geen deelname | Geen deelname | Geen deelname | Geen deelname |
| 1995 | Geen deelname | Geen deelname | Geen deelname | Geen deelname | Geen deelname | Geen deelname | Geen deelname |
| 1996 | Geen deelname | Geen deelname | Geen deelname | Geen deelname | Geen deelname | Geen deelname | Geen deelname |
| 1997 | Geen deelname | Geen deelname | Geen deelname | Geen deelname | Geen deelname | Geen deelname | Geen deelname |
| 1998 | Geen deelname | Geen deelname | Geen deelname | Geen deelname | Geen deelname | Geen deelname | Geen deelname |
| 1999 | Geen deelname | Geen deelname | Geen deelname | Geen deelname | Geen deelname | Geen deelname | Geen deelname |
| 2000 | Geen deelname | Geen deelname | Geen deelname | Geen deelname | Geen deelname | Geen deelname | Geen deelname |
| 2001 | Geen deelname | Geen deelname | Geen deelname | Geen deelname | Geen deelname | Geen deelname | Geen deelname |

| Jaar | Plaats        | Skip           | WG            | W             | V             | PV            | PT            |
| ---- | ------------- | -------------- | ------------- | ------------- | ------------- | ------------- | ------------- |
| 2002 | Geen deelname | Geen deelname  | Geen deelname | Geen deelname | Geen deelname | Geen deelname | Geen deelname |
| 2003 | Geen deelname | Geen deelname  | Geen deelname | Geen deelname | Geen deelname | Geen deelname | Geen deelname |
| 2004 | Geen deelname | Geen deelname  | Geen deelname | Geen deelname | Geen deelname | Geen deelname | Geen deelname |
| 2005 | Geen deelname | Geen deelname  | Geen deelname | Geen deelname | Geen deelname | Geen deelname | Geen deelname |
| 2006 | Geen deelname | Geen deelname  | Geen deelname | Geen deelname | Geen deelname | Geen deelname | Geen deelname |
| 2007 | Geen deelname | Geen deelname  | Geen deelname | Geen deelname | Geen deelname | Geen deelname | Geen deelname |
| 2008 | Geen deelname | Geen deelname  | Geen deelname | Geen deelname | Geen deelname | Geen deelname | Geen deelname |
| 2009 | Geen deelname | Geen deelname  | Geen deelname | Geen deelname | Geen deelname | Geen deelname | Geen deelname |
| 2010 | Geen deelname | Geen deelname  | Geen deelname | Geen deelname | Geen deelname | Geen deelname | Geen deelname |
| 2011 | Geen deelname | Geen deelname  | Geen deelname | Geen deelname | Geen deelname | Geen deelname | Geen deelname |
| 2012 | Geen deelname | Geen deelname  | Geen deelname | Geen deelname | Geen deelname | Geen deelname | Geen deelname |
| 2013 | Geen deelname | Geen deelname  | Geen deelname | Geen deelname | Geen deelname | Geen deelname | Geen deelname |
| 2014 | Geen deelname | Geen deelname  | Geen deelname | Geen deelname | Geen deelname | Geen deelname | Geen deelname |
| 2015 | Geen deelname | Geen deelname  | Geen deelname | Geen deelname | Geen deelname | Geen deelname | Geen deelname |
| 2016 | Geen deelname | Geen deelname  | Geen deelname | Geen deelname | Geen deelname | Geen deelname | Geen deelname |
| 2017 | Geen deelname | Geen deelname  | Geen deelname | Geen deelname | Geen deelname | Geen deelname | Geen deelname |
| 2018 | Geen deelname | Geen deelname  | Geen deelname | Geen deelname | Geen deelname | Geen deelname | Geen deelname |
| 2019 | Geen deelname | Geen deelname  | Geen deelname | Geen deelname | Geen deelname | Geen deelname | Geen deelname |
| 2021 | Geen deelname | Geen deelname  | Geen deelname | Geen deelname | Geen deelname | Geen deelname | Geen deelname |
| 2022 | Geen deelname | Geen deelname  | Geen deelname | Geen deelname | Geen deelname | Geen deelname | Geen deelname |
| 2023 | 13            | Bridget Becker | 12            | 0             | 12            | 46            | 106           |
| 2024 | 13            | Jessica Smith  | 12            | 1             | 11            | 48            | 110           |
| 2025 | Geen deelname | Geen deelname  | Geen deelname | Geen deelname | Geen deelname | Geen deelname | Geen deelname |

## Nieuw-Zeeland op het Pacifisch-Aziatisch kampioenschap
| Jaar | Plaats        | Skip           | WG            | W             | V             | PV            | PT            |
| ---- | ------------- | -------------- | ------------- | ------------- | ------------- | ------------- | ------------- |
| 1991 | Geen deelname | Geen deelname  | Geen deelname | Geen deelname | Geen deelname | Geen deelname | Geen deelname |
| 1993 | 3             | Helen Greer    | ?             | ?             | ?             | ?             | ?             |
| 1994 | 3             | Helen Greer    | 4             | 0             | 4             | 8             | 48            |
| 1995 | 3             | Helen Greer    | 4             | 0             | 4             | 18            | 55            |
| 1996 | 3             | Patsy Inder    | ?             | ?             | ?             | ?             | ?             |
| 1997 | 2             | Helen Greer    | 5             | 2             | 3             | 27            | 34            |
| 1998 | 2             | Lisa Anderson  | ?             | ?             | ?             | ?             | ?             |
| 1999 | 3             | Lisa Anderson  | 5             | 1             | 4             | 23            | 44            |
| 2000 | 3             | Lisa Anderson  | 4             | 0             | 4             | 17            | 58            |
| 2001 | 4             | Bridget Becker | 8             | 2             | 6             | 38            | 77            |
| 2002 | 3             | Bridget Becker | 10            | 4             | 6             | 59            | 85            |
| 2003 | 3             | Bridget Becker | 9             | 3             | 6             | 60            | 76            |
| 2004 | 4             | Bridget Becker | 8             | 2             | 6             | 61            | 66            |
| 2005 | 4             | Bridget Becker | 8             | 3             | 5             | 46            | 59            |
| 2006 | 4             | Bridget Becker | 7             | 1             | 6             | 32            | 55            |

| Jaar | Plaats        | Skip              | WG            | W             | V             | PV            | PT            |
| ---- | ------------- | ----------------- | ------------- | ------------- | ------------- | ------------- | ------------- |
| 2007 | 5             | Bridget Becker    | 8             | 1             | 7             | 39            | 63            |
| 2008 | 4             | Bridget Becker    | 8             | 3             | 5             | 58            | 72            |
| 2009 | 4             | Bridget Becker    | 11            | 3             | 8             | 57            | 93            |
| 2010 | 4             | Brydie Donald     | 10            | 2             | 8             | 51            | 78            |
| 2011 | 3             | Chelsea Farley    | 8             | 1             | 7             | 21            | 68            |
| 2012 | 5             | Bridget Becker    | 11            | 3             | 8             | 62            | 81            |
| 2013 | 4             | Chelsea Farley    | 10            | 2             | 8             | 39            | 93            |
| 2014 | 4             | Chelsea Farley    | 11            | 2             | 9             | 61            | 93            |
| 2015 | 5             | Chelsea Farley    | 9             | 1             | 8             | 40            | 86            |
| 2016 | 4             | Thivya Jeyaranjan | 9             | 4             | 5             | 56            | 41            |
| 2017 | 5             | Bridget Becker    | 10            | 3             | 7             | 49            | 86            |
| 2018 | Geen deelname | Geen deelname     | Geen deelname | Geen deelname | Geen deelname | Geen deelname | Geen deelname |
| 2019 | Geen deelname | Geen deelname     | Geen deelname | Geen deelname | Geen deelname | Geen deelname | Geen deelname |
| 2021 | Geen deelname | Geen deelname     | Geen deelname | Geen deelname | Geen deelname | Geen deelname | Geen deelname |

## Nieuw-Zeeland op het pan-continentaal kampioenschap
| \| Jaar \| Plaats \| Skip \| WG \| W \| V \| PV \| PT \| \| ---- \| ------ \| --------------- \| -- \| - \| - \| -- \| -- \| \| 2022 \| 5 \| Jessica Smith \| 8 \| 4 \| 4 \| 51 \| 61 \| \| 2023 \| 5 \| Jessica Smith \| 7 \| 2 \| 5 \| 40 \| 62 \| \| 2024 \| 6 \| Chelsea Suddens \| 7 \| 2 \| 5 \| 35 \| 56 \| |        |                 |    |   |   |    |    |
| Jaar | Plaats | Skip            | WG | W | V | PV | PT |
| 2022 | 5      | Jessica Smith   | 8  | 4 | 4 | 51 | 61 |
| 2023 | 5      | Jessica Smith   | 7  | 2 | 5 | 40 | 62 |
| 2024 | 6      | Chelsea Suddens | 7  | 2 | 5 | 35 | 56 |

Andorra · Australië · België · Brazilië · Bulgarije · Canada · China · Chinees Taipei · Denemarken · Duitsland · Engeland · Estland · Filipijnen · Finland · Frankrijk · Groot-Brittannië · Hongarije · Hongkong · Ierland · Italië · Jamaica · Japan · Kazachstan · Kenia · Kroatië · Letland · Litouwen · Luxemburg · Mexico · Nederland · Nieuw-Zeeland · Nigeria · Noorwegen · Oekraïne · Oostenrijk · Polen · Portugal · Qatar · Roemenië · Rusland · Schotland · Servië · Slovenië · Slowakije · Spanje · Thailand · Tsjechië · Tsjecho-Slowakije · Turkije · Verenigde Staten · Wales · Wit-Rusland · Zuid-Korea · Zweden · Zwitserland